# Laagri
Laagri est un bourg de la commune de Saue du comté de Harju en Estonie .
Au 31 décembre 2011, il compte 5165 habitants.